# Wohn- und Wirtschaftsgebäude Klenkendorf 24

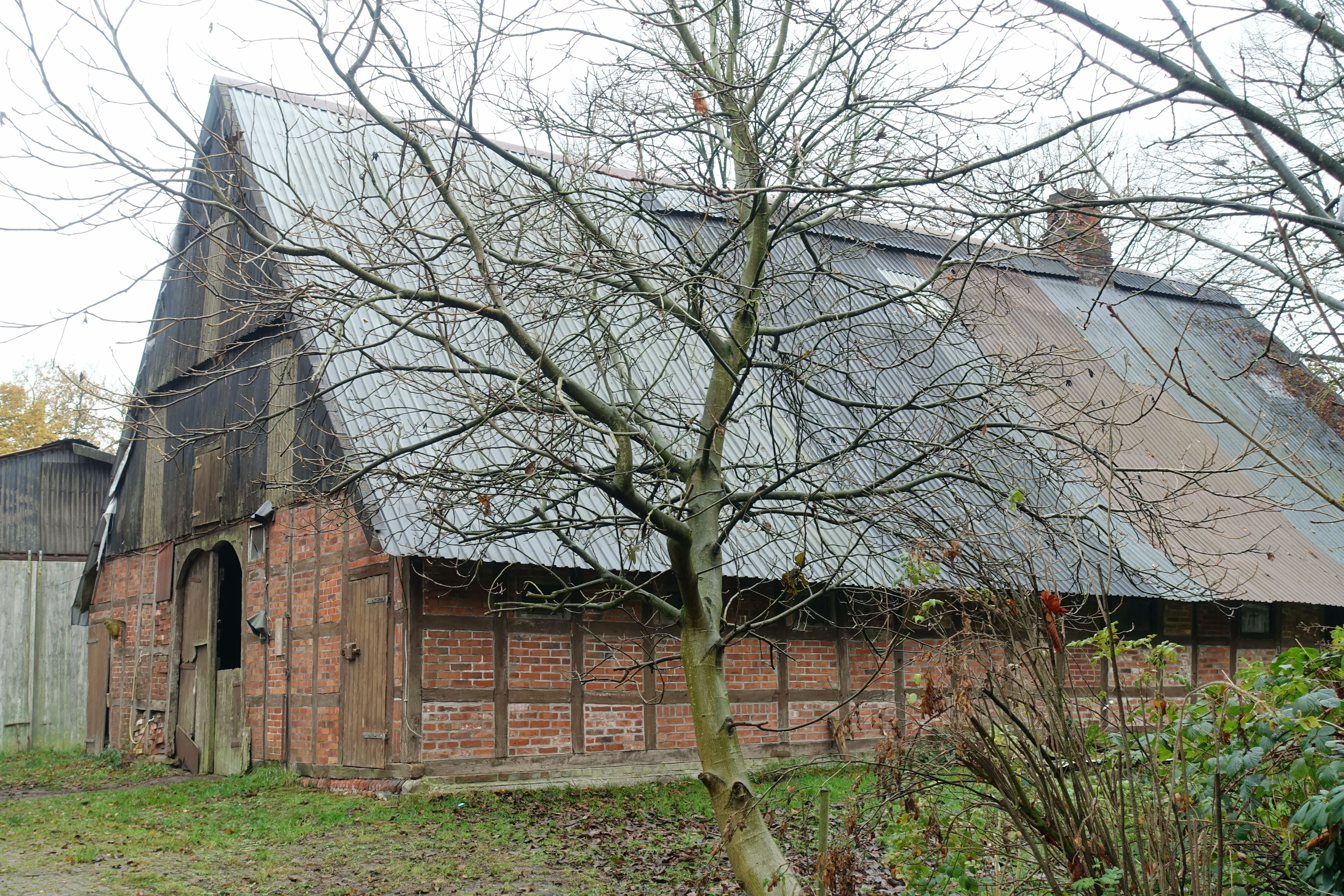
Nordost- und Nordwestfassade (2022)

Das Wohn- und Wirtschaftsgebäude Klenkendorf 24 in der niedersächsischen Gemeinde Gnarrenburg, Ortsteil Klenkendorf, wurde im 19. Jahrhundert gebaut. Aktuell (2025) wird es zum Wohnen und landwirtschaftlich genutzt.
Das Gebäude steht unter Denkmalschutz (siehe auch Liste der Baudenkmale in Gnarrenburg).

## Geschichte und Beschreibung
Klenkendorf wurde als Moorkolonie 1823 gegründet. Es liegt sechs Kilometer nordöstlich des Kernortes Gnarrenburg und gehört zum Landkreis Rotenburg (Wümme). Zur Findorffsiedlung Klenkendorf gehörten 28 Siedlungsstellen südlich des Oste-Hamme-Kanals und mit diesem Haus acht erhaltene denkmalgeschützte Wohn- und Wirtschaftsgebäude (Nr. 5, 8, 15, 16, 21, 22, 24 und 26).  
Das eingeschossige, traufständige Gebäude als Zweiständer-Hallenhaus in Fachwerk mit Steinausfachungen, Satteldach, senkrechter Verkleidung im Giebeldreieck, Ladeluke und Grooter Door mit Korbbogen, wurde nach 1823 im 19. Jahrhundert an einem Stichweg gebaut.
Das Landesdenkmalamt befand u. a.: „… siedlungsgeschichtliche Bedeutung, als Teil der Kulturlandschaft der Findorffschen Moorsiedlungen ….“